# Ekstraliga słowacka w unihokeju mężczyzn 2003/2004
Ekstraliga słowacka w unihokeju mężczyzn 2003/2004 - 3. edycja najwyższych w hierarchii rozgrywek ligowych słowacki klubowego unihokeja. W sezonie zasadniczym rozegrano 16 kolejek spotkań. Mistrzostwo zdobył klub HKL-MJM Petržalka.

## Sezon zasadniczy
| Poz. | Drużyna                            | M  | Z  | R | P  | B+ | B- | +/- | Pkt |
| ---- | ---------------------------------- | -- | -- | - | -- | -- | -- | --- | --- |
| 1    | HKL-MJM Petržalka                  | 16 | 14 | 0 | 2  | 91 | 21 | +70 | 28  |
| 2    | ATU Košice                         | 16 | 13 | 0 | 3  | 74 | 30 | +44 | 26  |
| 3    | White Grizzlies Žilina             | 16 | 10 | 2 | 4  | 46 | 29 | +17 | 22  |
| 4    | ŠK FBC Dragons Ružinov Bratislava  | 16 | 8  | 4 | 4  | 68 | 34 | +34 | 20  |
| 5    | VŠK FTVŠ Hurikán Bratislava        | 16 | 9  | 1 | 6  | 55 | 24 | +31 | 19  |
| 6    | FBC Grasshoppers AC UNIZA Žilina   | 16 | 5  | 1 | 10 | 52 | 56 | -4  | 11  |
| 7    | ŠK Juventa Žilina                  | 16 | 3  | 2 | 11 | 30 | 91 | -61 | 8   |
| 8    | ŠK Lido Bratislava                 | 16 | 3  | 1 | 14 | 17 | 81 | -64 | 7   |
| 9    | ŠK Gaudeamus Gladiators Bratislava | 16 | 1  | 1 | 14 | 19 | 86 | -67 | 3   |